# Манон'яне
Манон'яне (англ. Manonyane) — одна з місцевих громад, що розташована в районі Масеру, Лесото. Населення місцевої громади у 2006 році становило 22 491 особу.